# Le Fil (album)
 (mars 2018).
Si vous disposez d'ouvrages ou d'articles de référence ou si vous connaissez des sites web de qualité traitant du thème abordé ici, merci de compléter l'article en donnant les références utiles à sa vérifiabilité et en les liant à la section « Notes et références ».
Albums de Camille
Le Sac des filles
(2002) Live au Trianon
(2006)
Pour les articles homonymes, voir Le Fil.
Le Fil est le deuxième album de la chanteuse française Camille sorti en 2005. 
L'une de ses particularités est qu'un bourdon sur la note Si forme un segue (un lien) entre toutes les chansons, d'où le nom de l'album évoquant un fil musical. Ce titre rappelle aussi le mot « fille », un des thèmes récurrents de l'album.
Il a souvent été comparé[Par qui ?] à l'album Medúlla de Björk, sorti au moment où Camille enregistrait Le Fil, dans la mesure où la chanteuse utilise sa voix de manière novatrice[Quoi ?] pour un disque d'une chanteuse pop.
Il existe une édition limitée incluant trois chansons supplémentaires parue en avril 2006.
En 2008, la huitième chanson, Senza, est utilisée dans une publicité pour Ford.

## Liste des titres
1. La Jeune Fille aux cheveux blancs
2. Ta douleur
3. Assise
4. Janine I
5. Vous
6. Baby Carni Bird
7. Pour que l'amour me quitte
8. Senza
9. Janine II
10. Vertige
11. Au port
12. Janine III
13. Pâle Septembre
14. Rue de Ménilmontant
15. Quand je marche

Titres supplémentaires de l'édition limitée :
1. J'ai tort
2. Jolie bruine
3. Lumière

## Distinctions
Pour cet album, Camille obtient plusieurs récompenses, dont le prix Constantin, en 2005, et la Victoire de l'album révélation de l'année aux Victoires de la musique 2006.